# Liste der portugiesischen Botschafter im Jemen
Die Liste der portugiesischen Botschafter im Jemen listet die Botschafter der Republik Portugal im Jemen auf. Die Länder unterhalten seit 1975 direkte diplomatische Beziehungen, die auf ihre ersten Beziehungen nach der Ankunft der Portugiesischen Entdeckungsreisenden Anfang des 16. Jahrhunderts zurückgehen.
Im Jahr 1981 akkreditierte sich der erste portugiesische Botschafter in der Jemenitischen Arabischen Republik (Nordjemen), Portugals Vertreter mit Amtssitz in der saudi-arabischen Diplomatenstadt Dschidda, etwas später in die Hauptstadt Riad umgezogen. Eine eigene Botschaft eröffnete Portugal danach in keinem der beiden jemenitischen Staaten, Portugals Botschafter in Saudi-Arabien wurde weiterhin zweitakkreditiert in der jemenitischen Hauptstadt Sanaa, auch nach der Vereinigung Nord- und Südjemens 1990 (Stand 2019).
Das Land gehört weiterhin zum Amtsbezirk der portugiesischen Botschaft in Saudi-Arabien, jedoch konnte sich seit den Protesten im Jemen 2011/2012 und besonders dem seit der Militärintervention im Jemen seit 2015 anhaltenden Krieg kein portugiesischer Botschafter mehr im Jemen akkreditieren.

## Missionschefs
| Name                                               | Bild  | Amtszeit                             | Anmerkungen                                                                                           |
| Jemen                                              | Jemen | Jemen                                | Jemen                                                                                                 |
| -------------------------------------------------- | ----- | ------------------------------------ | --- |
| Pedro Paulo de Morais Alves Machado                |       | seit 1981                            | Botschafter mit Amtssitz Dschidda (später Umzug nach Riad), am 26. Oktober 1981 in Sanaa akkreditiert |
| José Manuel Waddington de Matos Parreira           |       | 6. Juni 1988 –21. Januar 1991        | Botschafter mit Amtssitz Riad, am 19. Dezember 1989 in Sanaa akkreditiert                             |
| José Henrique Barbosa Ferreira                     |       | 20. Februar 1991 –13. September 1995 | Botschafter mit Amtssitz Riad, am 21. September 1992 in Sanaa akkreditiert                            |
| Pedro Manuel Sarmento de Vasconcelos e Castro      |       | 24. September 1995 –18. April 1999   | Botschafter mit Amtssitz Riad, am 14. März 1996 in Sanaa akkreditiert                                 |
| Jorge Raúl da Silva Preto                          |       | 5. Juni 1999 – 3. April 2003         | Botschafter mit Amtssitz Riad, am 2. Juli 1999 in Sanaa akkreditiert                                  |
| João Pedro de Noronha Brito Câmara                 |       | 4. April 2003 –3. Februar 2004       | Übergangs-Geschäftsträger am Amtssitz Riad                                                            |
| Henrique Manuel Vilela da Silveira Borges          |       | 4. Februar 2004 –2. März 2007        | Botschafter mit Amtssitz Riad                                                                         |
| Aristide Alegre Vieira Gonçalves                   |       | 7. März 2007 –27. März 2010          | Botschafter mit Amtssitz Riad                                                                         |
| António Maria Botelho de Sousa                     |       | 1. März 2011 –16. April 2013         | Botschafter mit Amtssitz Riad, am 14. August 2012 in Sanaa akkreditiert                               |
| Manuel Maria Camacho Cansado de Carvalho           |       | 2. November 2013 –15. Dezember 2017  | Botschafter mit Amtssitz Riad                                                                         |
| Luís Manuel Fernandes de Menezes de Almeida Ferraz |       | seit 30. Januar 2018                 | Botschafter mit Amtssitz Riad                                                                         |